# Oxira infuscata
Oxira infuscata là một loài bướm đêm trong họ Noctuidae.